# Pierre de Francqueville
Pour les articles homonymes, voir Francheville.
Pierre de Francqueville, dont le nom italianisé est Pietro Francavilla, né à Cambrai en 1548 et mort à Paris en 1615, est un  sculpteur ayant œuvré en Italie, où il s'initie au maniérisme qu'il introduit ensuite en France où il se rend en 1602

## Biographie
Il est le fils de Martin de Francqueville, échevin de Cambrai, et poursuit ses premières études à Paris. Il se rend en Italie, prend pour maître un étranger italianisé comme lui, Jean de Bologne (Giambologna), qui tient l'atelier de sculpture le plus important de Florence.
En 1574, il réalise une série de statues pour la Villa Bracci de Rovezzano, commanditées par l'abbé Antonio Bracci.
Il participe activement à la réalisation de la célèbre statue nommée l'Enlèvement des Sabines (1579- 1583), visible de nos jours dans la Loggia dei Lanzi.
En 1589, il prend part, avec de nombreux autres artistes, à la construction des décorations fastueuses du mariage de Ferdinand Ier de Médicis  et de Christine de Lorraine. L'année suivante, il installe deux sculptures pour le Pont Santa Trinita, l'Hiver et le Printemps, pendant que les autres deux saisons sont l'œuvre de son ami et rival Giovanni Battista Caccini.
En 1598, sa sculpture Orphée et Cerbère est emportée à Paris par Girolamo Gondi, un des agents de Catherine de Médicis. L'œuvre est très admirée (elle fut transférée ensuite au château de Versailles et aujourd'hui elle est conservée au musée du Louvre).
Henri IV l'appelle en France en 1602. Il retourne ensuite à Florence où il laisse à Pietro Tacca le rôle de premier assistant de Giambologna et s'établit définitivement en France en 1606. Il participera au dessins de statues pour le premier projet de statue équestre de Henri IV pour le Pont-Neuf à Paris. 
Après la mort du roi Henri IV, il est nommé sculpteur de Louis XIII.

## Œuvres

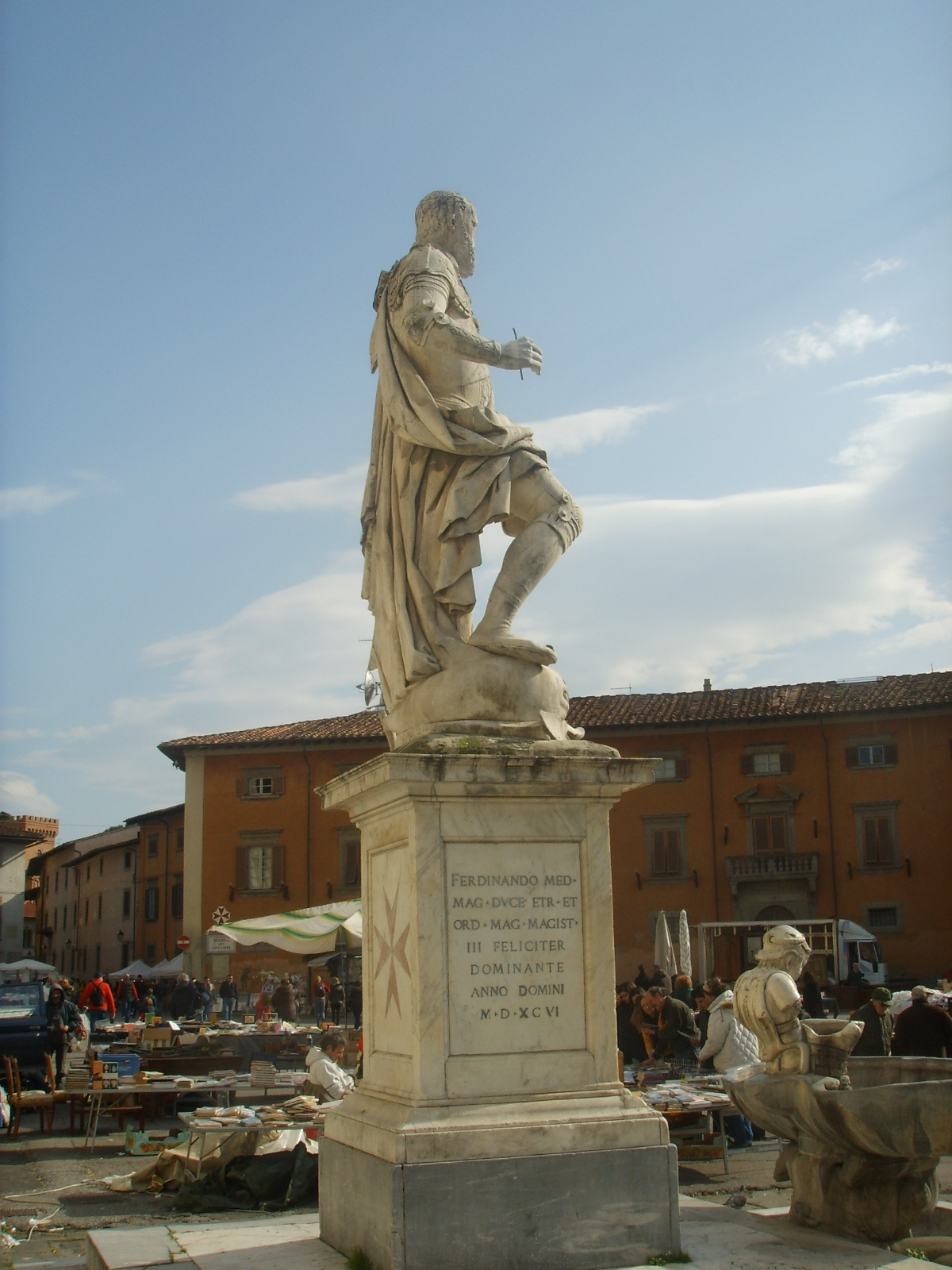
Statue de Cosme Ier

D'après le catalogue des œuvres sculptées de Pierre de Francqueville  :
- Zéphyre, marbre H 182 cm, (1576), pour l'abbé Bracci à Florence. Jardin de Kew (Angleterre).
- Apollon, marbre H 182 cm, (1577), pour l'abbé Bracci à Florence. Jardin de Kew (Angleterre).
- Flore, marbre H 174 cm, (entre 1576 et 1580), pour l'abbé Bracci à Florence. Château de Windsor (Angleterre), terrasse est du jardin.
- Pomone, marbre H 174 cm, (entre 1576 et 1580), pour l'abbé Bracci à Florence. Château de Windsor (Angleterre), terrasse est du jardin.
- Syringue, marbre 167 cm, (entre 1576 et 1580), pour l'abbé Bracci à Florence. Château de Windsor (Angleterre), terrasse est du jardin.
- Diane, marbre 167 cm, (1580), pour l'abbé Bracci à Florence. Château de Windsor (Angleterre), terrasse est du jardin.
- Prothée, marbre, (entre 1576 et 1580), pour l'abbé Bracci à Florence. débris au Parc de Windsor (Angleterre), Crown Land.
- Pan, marbre, (entre 1576 et 1580), pour l'abbé Bracci à Florence. débris au Parc de Windsor (Angleterre), Crown Land.
- Bacchus, marbre, (entre 1576 et 1580), pour l'abbé Bracci à Florence. débris au Parc de Windsor (Angleterre), Crown Land.
- Ceres, marbre, (entre 1576 et 1580), pour l'abbé Bracci à Florence. débris au Parc de Windsor (Angleterre), Crown Land.
- La Nature, marbre, (entre 1576 et 1580), pour l'abbé Bracci à Florence. débris au Parc de Windsor (Angleterre), Crown Land.
- Vertumne, marbre, (entre 1576 et 1580), pour l'abbé Bracci à Florence. débris au Parc de Windsor (Angleterre), Crown Land.
- Jupiter, marbre, P.G.N. (1585) pour Luca Grimaldi à Gênes. Palais Pianco à Gênes.
- Janus, marbre, P.G.N. (1585) pour Luca Grimaldi à Gênes. Palais Pianco à Gênes.
- Moïse, Modèle terre cuite (bozzetto). Rome, aurait été transférée du Musée du Château Saint-Ange au Palazzo Venezia pour attribution et restauration en 2018, ce dernier écrivant n'en pas avoir trace.  Donation du marquis Desmet, 1949. Aujourd'hui au palazzo Barberini. Deuxième modèle terre, Florence, Musée National, vente Castellani, 1906. Marbre, G.N. (1589) pour la famille Niccolini à Florence. Chapelle Niccolini, église Santa Croce à Florence.
- Aaron, Modèle terre. Rome, donation du marquis Desmet, 1949. Aujourd'hui au palazzo Barberini. Deuxième modèle terre, Florence, Musée National, vente Castellani, 1906. Marbre, G.N. (1589) pour la famille Niccolini à Florence. Chapelle Niccolini, église Santa Croce à Florence.
- L'Humilité, marbre, G.N. (vers 1589) pour la famille Niccolini à Florence. Chapelle Niccolini, église Santa Croce à Florence.
- La Prudence, marbre, G.N. (vers 1589) pour la famille Niccolini à Florence. Chapelle Niccolini, église Santa Croce à Florence.
- La Virginité, marbre, G.N. (vers 1589) pour la famille Niccolini à Florence. Chapelle Niccolini, église Santa Croce à Florence.
- Saint Miniato, Stuc, P.G.N. (1589) pour la décoration de la cathédrale de Florence, au mariage de Christine de Lorraine. Salle de la Coupole, cathédrale de Florence.
- Saint Zenobe, Stuc, P.G.N. (1589) pour la décoration de la cathédrale de Florence, au mariage de Christine de Lorraine. Salle de la Coupole, cathédrale de Florence.
- Saint Pogio, Stuc, P.G.N. (1589) pour la décoration de la cathédrale de Florence, au mariage de Christine de Lorraine. Salle de la Coupole, cathédrale de Florence.
- Saint Hyppolyte, Stuc, P.G.N. (1589) pour la décoration de la cathédrale de Florence, au mariage de Christine de Lorraine. Salle de la Coupole, cathédrale de Florence.
- Saint (non identifié), Stuc, P.G.N. (1589) pour la décoration de la cathédrale de Florence, au mariage de Christine de Lorraine. Salle de la Coupole, cathédrale de Florence.
- Autre saint (non identifié), Stuc, P.G.N. (1589) pour la décoration de la cathédrale de Florence, au mariage de Christine de Lorraine. Salle de la Coupole, cathédrale de Florence.
- Urne de saint Antonin, catafalque ouvragé, (1589) pour le corps de l'archevêque Antonio Pierozzi, de Florence. Chapelle Salviati, église Saint-Marc, à Florence.
- Jason Marbre, 5 bras. (1589) pour la maison Zanchini à Florence. Musée du Bargello à Florence (depuis 2001).
- Apollon, marbre P.G.N. (1591) pour Averardo Salviati à Florence. Baltimore (États-Unis), Walters Art Gallery.
- Le Printemps, marbre P.G.N. (1593) pour Alexandre Accioli à Florence. (1608) pour le pont de la Sainte-Trinité à Florence. Accidentée en 1944, réparée en 1958 et 1961.
- Ferdinand 1er, buste en marbre (1594) œuvre de commande. Façade de l'ancien hôpital Saint-Paul-des-Convalescents à Florence.
- Autre Ferdinand 1er, buste en marbre (1594) œuvre de commande. Place du Stellino à Pise.
- Ciboire, 16 statuettes en terre cuite (1595) ornement pour la chapelle de l'Annonciation de la cathédrale de Pïse. Œuvre détruite.
- Orphée, marbre H 250 cm (1598) pour l'Hôtel de Gondi à Paris. Musée du Louvre, Paris.
- Ambrogio Traversari, marbre (1599) pour le couvent Sainte-Marie-des-Anges à Florence. Cloître des Mutilés à Florence.
- Saint Romualdo, marbre (1599) pour le couvent Sainte-Marie-des-Anges à Florence. Cloître des Mutilés à Florence.
- Les deux bas-reliefs en bronze représentant des batailles et des génies qui ornaient les faces latérales du socle de la première statue équestre de Henri IV (qui ont été fondus en 1792, lors de la révolution, pour faire des canons) ainsi que les quatre statues d'esclaves ou de nations vaincues qui ornaient les angles et qui sont conservées au musée du Louvre.
- Le groupe du Temps enlevant la Vérité, jardins du château de Pontchartrain ;
- Un David vainqueur de Goliath, et un Orphée charmant les animaux au musée du Louvre.

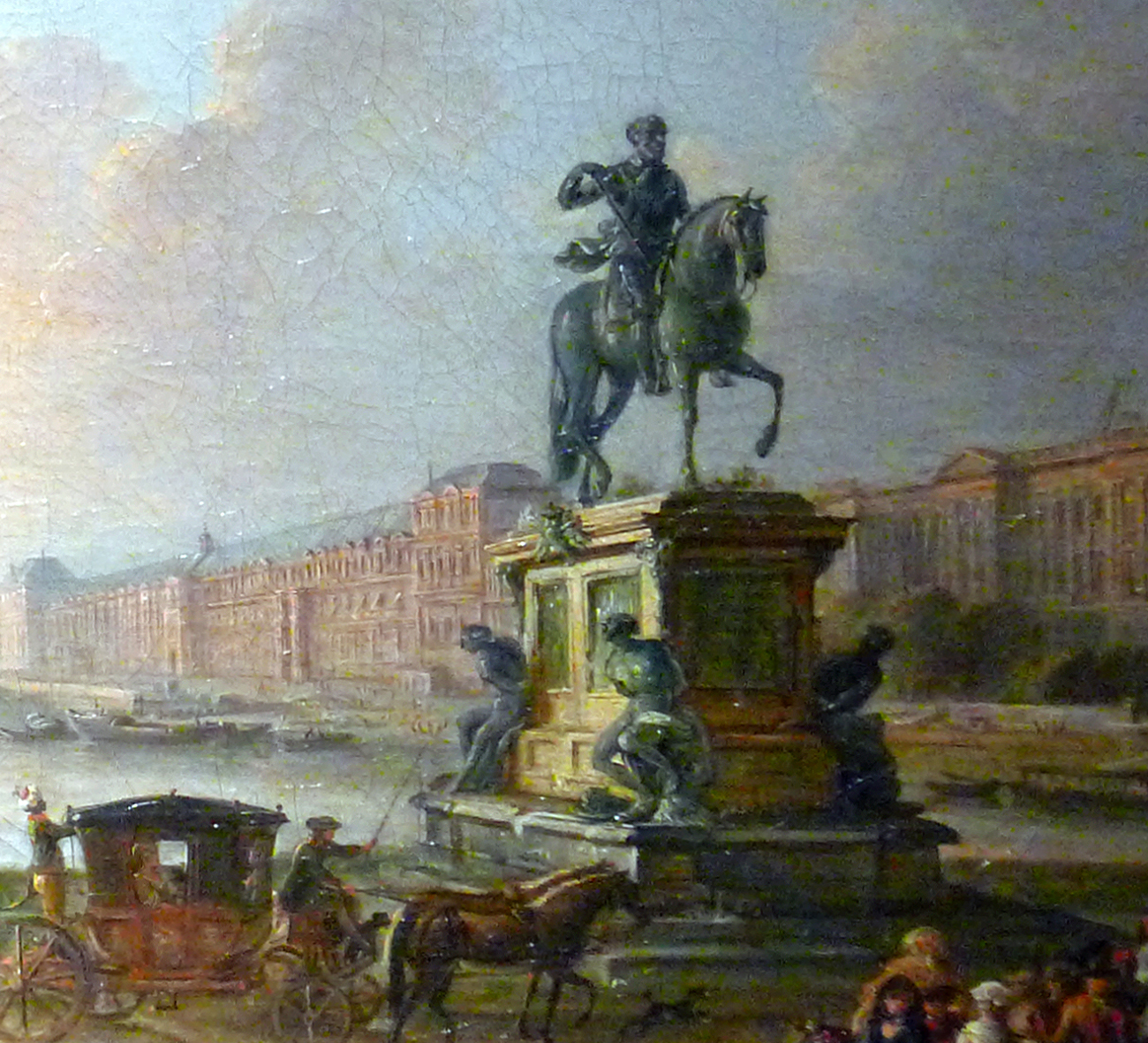
Statue équestre d'Henri IV avec le groupe des quatre captifs (tableau de Jean-Baptiste Lallemand vers 1775, détail - Musée Carnavalet)
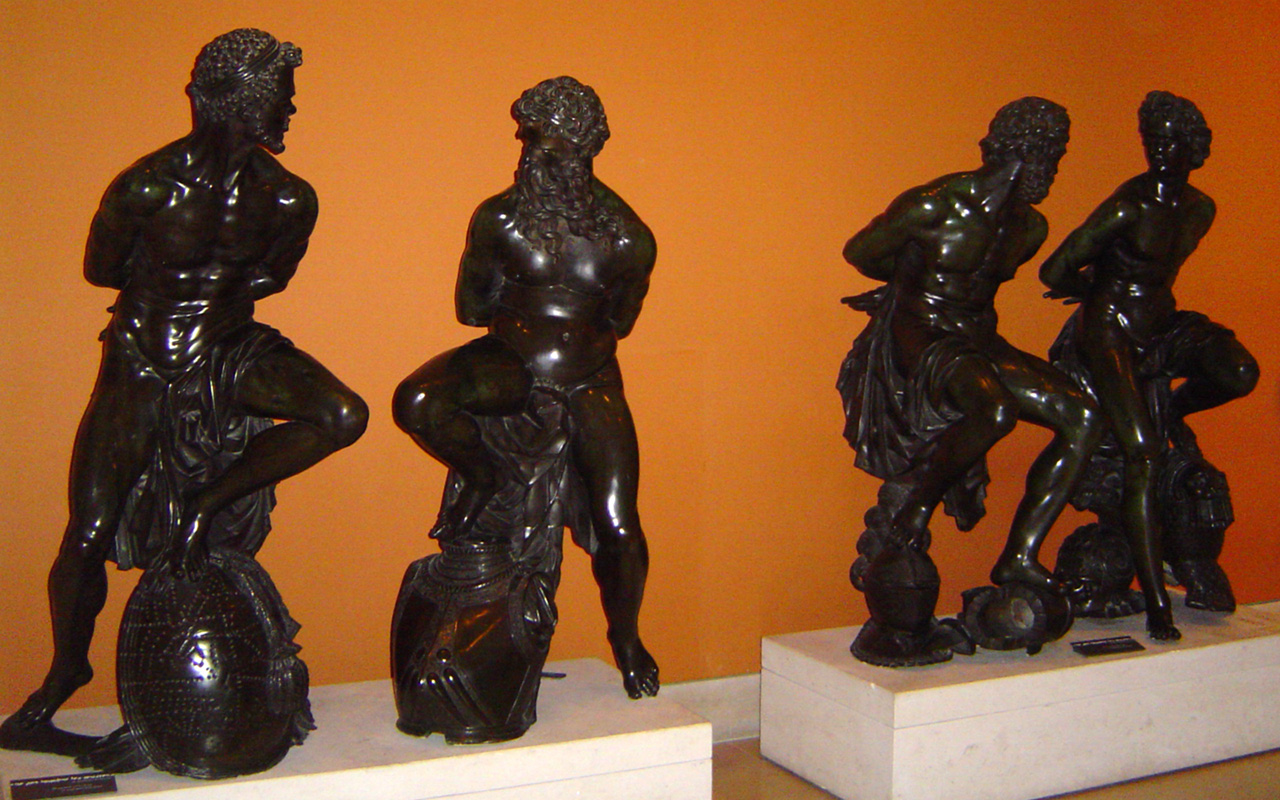
Groupe des quatre esclaves aujourd'hui au Louvre.
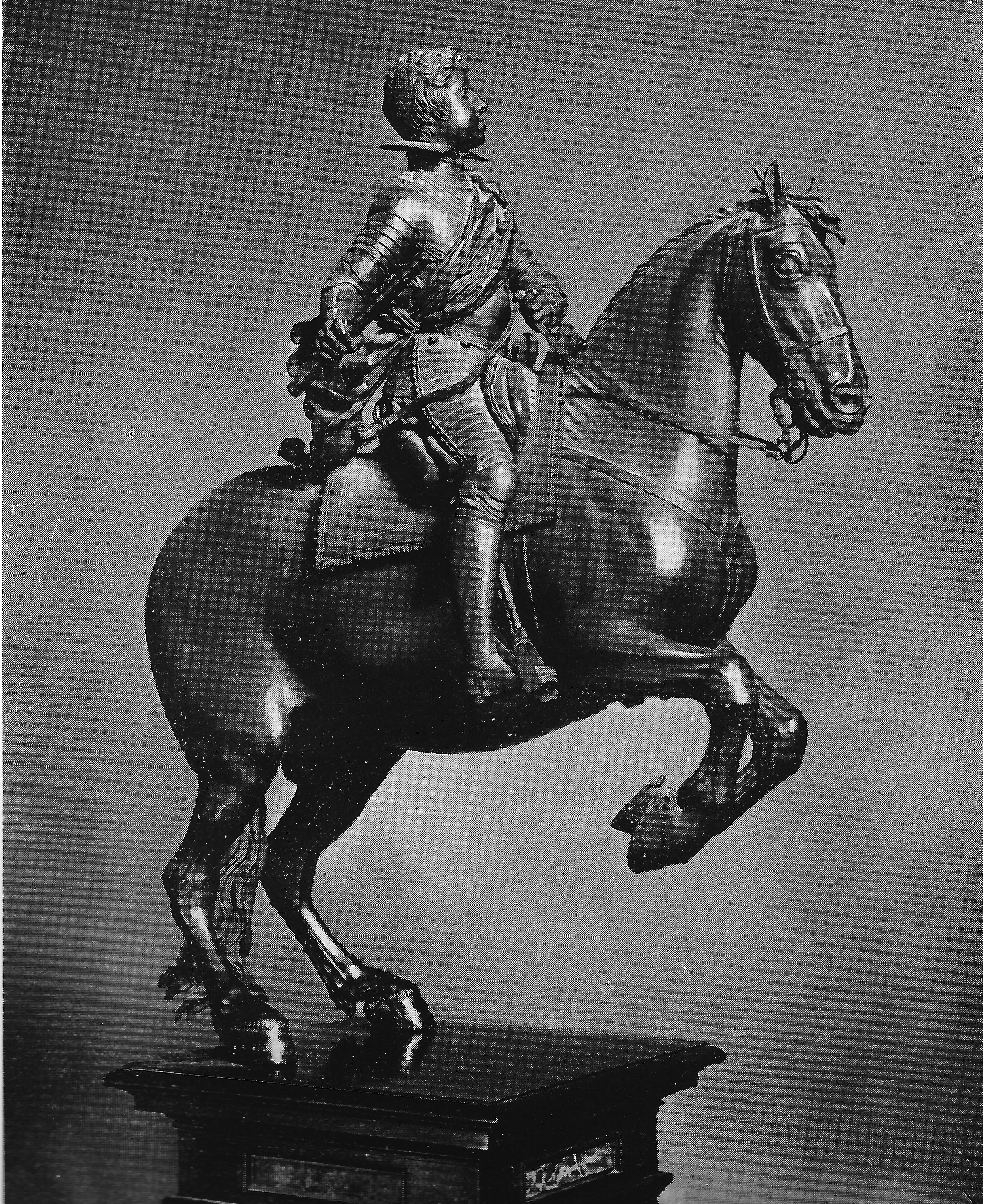
Statue équestre en bronze représentant Louis XIII enfant par Pierre de Francqueville.